# (12799) von Suttner
(12799) von Suttner es un asteroide perteneciente al cinturón de asteroides descubierto el 26 de noviembre de 1995 por el equipo del Observatorio Kleť desde el Observatorio Kleť, cerca de České Budějovice, República Checa.

## Designación
von Suttner se designó inicialmente como 1995 WF6.
Posteriormente, en 2001, fue nombrado en honor de la novelista austriaca Bertha von Suttner (1843-1914), ganadora del Premio Nobel de la Paz en 1905.

## Características orbitales
von Suttner está situado a una distancia media del Sol de 2,437 ua, pudiendo alejarse hasta 2,77 ua y acercarse hasta 2,104 ua. Tiene una inclinación orbital de 1,656 grados y una excentricidad de 0,1368. Emplea en completar una órbita alrededor del Sol 1390 días. El movimiento de von Suttner sobre el fondo estelar es de 0,2591 grados por día.

## Características
La magnitud absoluta de von Suttner es 15.